# Neuilly-en-Thelle
Neuilly-en-Thelle är en kommun i departementet Oise i regionen Hauts-de-France i norra Frankrike. Kommunen ligger i kantonen Neuilly-en-Thelle som tillhör arrondissementet Senlis. År 2022 hade Neuilly-en-Thelle 4 132 invånare.

## Befolkningsutveckling
Antalet invånare i kommunen Neuilly-en-Thelle
| Referens: INSEE |